# Aroa vosseleri
Aroa vosseleri är en fjärilsart som beskrevs av Karl Grünberg 1907. Aroa vosseleri ingår i släktet Aroa och familjen tofsspinnare. Inga underarter finns listade i Catalogue of Life.